# Claudia van Zanten
Claudia Regina van Zanten (Leiden, 30 december 1978) is een Nederlands journalist en politica. Ze is sinds 6 december 2023 lid van de Tweede Kamer der Staten-Generaal namens de BoerBurgerBeweging. 

## Loopbaan
Van Zanten is geboren in Leiden en groeide op in Hazerswoude-Rijndijk en het nabijgelegen Alphen aan den Rijn. Ze studeerde Film- en televisiewetenschap in Amsterdam en New York. Na haar studie werkte ze als journalist bij Elsevier en HP/De Tijd, waar ze vooral schreef over misdaad, justitie en politiek. Later werd ze woordvoerder bij de politie en persvoorlichter bij het Openbaar Ministerie in Amsterdam. Daarnaast werkte ze als freelance tekstschrijver.

## Politiek

### Amsterdam - VVD
Van Zanten was lid van de Volkspartij voor Vrijheid en Democratie (VVD) en werd voor deze partij gekozen in de stadsdeelraad Amsterdam-Zuid. Daar werd ze fractievoorzitter. In augustus 2023 zegde ze haar lidmaatschap op en gaf haar zetel terug aan de partij, omdat ze de koers, het beleid en de partijcultuur van de VVD niet langer kon onderschrijven. Als lid van de stadsdeelcommissie verzette Van Zanten zich onder andere tegen de komst van een erotisch centrum in het stadsdeel en voor meer huizen in het middensegment. In 2022 ondertekende ze namens de VVD-afdeling Zuid een brief waarin VVD-fracties van verschillende Noord-Hollandse gemeenten kritiek uitten op het asielbeleid van toenmalig staatssecretaris, oud Amsterdams wethouder en partijgenoot Eric van der Burg. Hij werkte aan het ontwerp spreidingswet, die als wet mogelijkheden zou moeten bieden gemeenten onder omstandigheden te dwingen asielzoekers in hun gemeente op te vangen. De ondertekenaars van de brief waren daar geen voorstander van, althans  voor zover het de eigen gemeente betrof. De rest van de Amsterdamse afdeling van de partij ondertekende de brief niet.

### Landelijk - BBB
In 2023 werd ze op plaats 7 van de BBB-kandidatenlijst voor de Tweede Kamerverkiezingen van 22 november 2023 geplaatst. De partij behaalde zeven zetels, waarmee Van Zanten in het parlement kwam. Daar heeft ze zitting in de volgende vaste Kamercommissies:
- Interparlementaire Commissie van de Nederlandse Taalunie
- Onderwijs, Cultuur en Wetenschap

Van 30 januari 2024 tot 3 juli 2024 is Van Zanten lid van de parlementaire enquêtecommissie naar de aanpak van de coronapandemie.

## Persoonlijk
Van Zanten woont sinds 1999 in Amsterdam-Zuid en heeft één dochter.